# Ambrosius Pelargus
Ambrosius Pelargus OP (* um 1493/94 in Nidda; † 5. Juli 1561 in Trier; gebürtig Ambrosius Storch oder Storgk) war ein deutscher  Dominikaner und Kontroverstheologe.

## Leben
Über seine Herkunft und Jugend ist nichts bekannt, auch nicht, wann er ins Frankfurter Dominikanerkloster eintrat. In den Heidelberger Universitätsmatrikeln findet sich ein Eintrag vom 5. März 1519: Fr. Ambrosius Storch ex conventu Franckfurdensi ordinis predicatorum. Seit er 1524 in Köln eine Vorrede zu Johannes Dietenbergers Streitschrift De votis monasticis iudicium verfasste, bediente er sich des gräzisierten Namens Pelargus.
Ab 1525/26 studierte er Theologie in Basel und ab 1529 in Freiburg im Breisgau, wo er 1533 zum Doktor theol. promovierte. Er hatte mehrere Streitschriften zur Eucharistielehre gegen die Reformatoren Ulrich Zwingli und Johannes Oekolampad veröffentlicht. Ab 1529 stritt er auch mit dem nach Freiburg geflüchteten Erasmus von Rotterdam, war aber nach Vermittlung durch Ludwig Bär im Jahr 1533 mit diesem befreundet. 1539 gab er einen Sammelband seiner Streitschriften und die Briefwechsel mit Erasmus heraus.
1534 berief der Trierer Erzbischof Johann III. von Metzenhausen († 1540) Ambrosius Storch zum Lehrer der Theologie an der Universität Trier, und 1540 nahm dieser am Hagenauer Religionsgespräch teil. In dieser Zeit übersetzte er aus dem griechischen Euchologion des Simeon von Trier die Chrysostomos-Liturgie in das Lateinische.
Am 13. Juli 1545 ernannte Kurfürst-Erzbischof Johann IV. Ludwig von Hagen Pelargus zum ersten Trierer Domprediger. 1546 entsandte ihn der Erzbischof als Prokurator zum Konzil von Trient, wo er vor allem am Dekret über die Eucharistie arbeitete und am 10. Mai eine große Rede hielt. Er zog, auch als Vertreter Kölns, weiter mit nach Bologna, wo er sich aber die Ungnade des Kaisers zuzog und ihm am 23. August 1547 die Prokuratie entzogen wurde. 1551 begleitete er den Erzbischof wieder nach Trient. Nun arbeitete er an den Dekreten über Buße, heilige Öle und das Weihesakrament mit.
Nach seiner Rückkehr im Jahr 1552 erkrankte er und konnte seine Lehrtätigkeit nicht mehr fortsetzen. 1561 übergaben er, als Dekan der theologischen Fakultät, und der Rektor der Universität, Johannes Houst, die Lehrbefugnis für Philosophie und Humaniora an die Jesuiten. Beigesetzt wurde er im (ehemaligen) Dominikanerkloster in Trier.